# 終極包圍戰
《終極包圍戰》（英語：American Siege）是一部2022年加拿大和美國合拍的動作驚悚片，由愛德華·德瑞克執導兼編劇，提摩西·V·墨菲和布魯斯·威利領銜主演。劇情講述前紐約警察局警長來到了喬治亞州的一座小鎮，卻不得不對抗一群劫持富有醫生的盜賊。本片2022年1月7日加拿大和美國有限上映及VOD發行。

## 演員
- 提摩西·V·墨菲飾演查爾斯·拉特利奇（Charles Rutledge）
- 布魯斯·威利飾演班·華茲（Ben Watts）
- 勞勃·高夫（Rob Gough）飾演羅伊（Roy）
- 約翰·厄柏飾演陶比·貝克（Toby Baker）
- 安娜·辛德曼（Anna Hindman）飾演葛蕾絲·貝克（Grace Baker）
- 约翰尼·梅辛纳飾演賽拉斯（Silas）
- 庫倫·G·錢伯斯（Cullen G. Chambers）飾演約翰·濟慈（John Keats）
- 珍妮特·瓊斯（英语：Janet Jones）飾演瑪莉莎·路易斯（Marisa Lewis）

## 製作
主要拍攝始於2020年11月20日。著名的拍攝地點包括美國喬治亞州費茲傑拉爾德、华盛顿州贝灵厄姆及加拿大不列顛哥倫比亞維多利亞。製作預算為1000萬美元，2020年12月1日宣告殺青。吶喊製片室取得電影的北美發行權。

## 發行
垂直娛樂將《終極包圍戰》定檔2022年1月7日在美國有限上映及VOD發行。

## 迴響
本片在外界口碑不佳。本片於爛番茄網站上根據11篇影評持有的新鮮度僅0%。

## 外部連結
- 互联网电影数据库（IMDb）上《終極包圍戰》的资料（英文）